# Anna Podczaszy
Anna Podczaszy (ur. 25 maja 1972 w Legnicy) – polska poetka.

## Życiorys
Absolwentka I Liceum Ogólnokształcącego im. Tadeusza Kościuszki w Legnicy. Nominowana do Nagrody Literackiej Nike 2001 za tomik danc, który był jej poetyckim debiutem. Autorka czterech tomików poetyckich wydanych w Biurze Literackim. Wykładowca w Centrum Języków Obcych w Legnicy.
W latach 1991–2000 grała w koszykówkę w zespole Lew Legnica, na II poziomie rozgrywek

## Poezja
- danc (Biuro Literackie, 2000)
- Wte i nazad (Biuro Literackie, 2003)
- Mniej, więcej (Biuro Literackie, 2007)
- Grymasy. Życie między wierszykami (Biuro Literackie, 2018)

antologie:
- Solistki. Antologia poezji kobiet (1989-2009) (Staromiejski Dom Kultury 2009, ISBN 838-94-9243-1)
- Sposoby na zaśnięcie (Biuro Literackie, 2015) – wśród autorów wierszy również: Wojciech Bonowicz, Darek Foks, Jerzy Jarniewicz, Bogusław Kierc, Zbigniew Machej, Joanna Mueller, Bohdan Zadura i Filip Zawada[4]

- Romantyczność 2022, (Biuro Literackie 2022, ISBN 978-83-67249-19-5) – w tomie również: Kamila Janiak, Joanna Mueller, Bianka Rolando, Jakub Kurzyński, Kacper Bartczak, Antonina Tosiek, Joanna Roszak, Adrian Korlacki, Natalia Malek, Bogusław Kierc, Jakub Pszoniak, Edward Pasewicz, Maciej Topolski, Jacek Dehnel, Dariusz Bugalski, Katarzyna Szaulińska, Anouk Herman, Aleksandra Byrska, Roman Honet, Marcin Wilkowski, Daniel Tamkun, Helena Burdzińska, Karolina Sałdecka, Maria Krzywda, Michał Domagalski, Natalia Roguz, Aleksandra Kasprzak, Janka Harasimowicz, Łukasz Cabajewski, Katarzyna Ożgo, Zofia Pacześna, Jakub Kornhauser, Katarzyna Klein, Piotr Matywiecki, Karol Maliszewski, Miłosz Biedrzycki, Piotr Śliwiński, Grzegorz Wróblewski)